# Šiniči Morišita
Šiniči Morišita (* 28. prosinec 1960) je bývalý japonský fotbalista.

## Klubová kariéra
Hrával za Júbilo Iwata, Kyoto Purple Sanga.

## Reprezentační kariéra
Šiniči Morišita odehrál za japonský národní tým v letech 1985-1991 celkem 28 reprezentačních utkání.

## Statistiky
| Japonsko | Japonsko | Japonsko |
| Roky     | Záp.     | Góly     |
| -------- | -------- | -------- |
| 1985     | 2        | 0        |
| 1986     | 4        | 0        |
| 1987     | 10       | 0        |
| 1988     | 2        | 0        |
| 1989     | 3        | 0        |
| 1990     | 6        | 0        |
| 1991     | 1        | 0        |
| Celkem   | 28       | 0        |